# Ткачук Євген Валерійович
Євген Валерійович Ткачук (рос. Евгений Валерьевич Ткачук) (нар. 23 липня 1984 року, м. Ашхабад, Туркменська РСР, СРСР) — російський актор театру і кіно, режисер, сценарист і кінопродюсер, з 2016 року — художній керівник кінно-драматичного театру «Велесо», який засновано 21 грудня цього же року. Найвідоміший по ролі одеського бандита-нальотчика і одеського «Робін Гуда» Мішки Япончика в російсько-українському телесеріалі режисера Сергія Гінзбурга «Життя і пригоди Мішки Япончика» 2011 року. Роль Мішки принесла йому популярність.

## Біографія
Євген народився 23 липня 1984 року в Ашхабаді, Туркменської СРСР.
Батько — Валерій Олександрович Ткачук — радянсько-російський актор і режисер Сизранського театру імені О. М. Толстого (потім помер).
В 1994 році, коли йому було 10 років, його сім'я переїхала з Ашхабаду в Сизрань, де він потім вчився в середній школі 23, потім зі школою працював в Сизранському драматичному театрі імені Олексія Толстого, зіграв там ролі в спектаклях «Романтики», «І наступили сутінки», «Трибунал», «Дощ на зарі» і інших, в школі заснував театральний кружок і разом зі своїми шкільниками ставив спектаклі
В 2002 році він поступив на акторський відділ режисерского факультету Російської академії театрального мистецтва (РАТМ—ГИТИС) (курс Олега Кудряшова), після окінчення інституту, в 2007 році, був нагороджений премією імені Народного артиста СРСР М. І. Царьова Союзу театральних діяльників Російської Федерації за успішне посяження професії «актор».
Працює в Московському театрі юного глядача, Державному театрі націй.
В 2004 році зіграв свою найпершу епізодичну і дебютну роль члена «Гітлерюгенда» в телесеріалі «Московська сага».
В 2006 році озвучив одну із ролей в короткометражному мультфільмі «Буревістник».
В 2007 році зіграв офіційну дебютну роль солдата Андрія Котунова в фільмі Олександра Сокурова «Олександра». Про цей фільм Євген розказував в інтерв'ю програми Вадима Верника «Хто там?» на каналі Росія 1 (раніше Росія) в тому же році.
В 2008 році зіграв епізодичну роль в серіалі Василя Пічула «Застава Жиліна» і роль Димкі Павлова в фільмі «Привіт, кіндер!»
В 2009 році зіграв роль молодшого сержанту, розвіднику і бійця загородзагіну НКВД Павла Потьомкіна в телесеріалі Валентина Донськова «Загородзагін. Соло на минному полі»
В 2010 році став режисером і сценаристом 3-х хвилинного короткометражного фільму «Молитва» разом зі своїм другом Данилом Воробьйовим, потім цей фільм зібрав 12 нагород на різних міжнародних кінофестивалях.
В 2010 році зіграв роль вугільника поїзду «Густав» Борьки в фільмі Олексія Учителя «Край» і зіграв роль бандита Женьки по кличкі «Шустрий» (Женька «Шустрий») в фільмі Антона Борматова «Чужа» по однойменному кіносценарію українського російськомовного письменника Володимира «Адольфича» Нестеренко, сюжет якого нагадує про лихі бандитські 90-ті. Продюсери фільму генеральний продюсер і директор «Першого каналу» Костянтин Ернст і засновник і продюсер кінокомпанії «Профіт» Ігор Товстунов
В 2011 році зіграв роль одеського бандиту-нальотчику і одеського «Робіна Гуда» (так його звали раніше) Мішки Япончика в багатосерійному телесеріалі Сергія Гінзбурга «Життя і пригоди Мішки Япончика».
В 2013 році зіграв роль Артема в фільмі Михайла Хлебородова «Кур'єр з Раю».
В 2013 році зіграв епізодичну роль старшого лейтенанта в фільмі Павла Пархоменко «Гагарін. Перший в космосі» про першого радянського космонавта Юрія Олексійовича Гагаріна
В 2014 році зіграв роль Івана Шатова в телесеріалі Володимира Хотиненко «Біси» (по однойменному роману Ф. М. Достоєвського), потім була знята сучасна версія цього роману режисером Романом Шаляпиним (другом актору), там він зіграв роль Петра Верховенського.
В 2014 році зіграв роль в фільмі «Стартап», режисером якого являється він разом з Романом Карімовим (в титрах вказано як: Ігор Сколков), який із-за конфліктів покинув знімати фільм, його сюжет нагадує про російський популярний і всім відомий сайт «Яндекс», який прийняв цей фільм і він офіційно знятий про сайт, в сюжеті нагадується сайт «Holmes» (Холмс) (придуманий для фільму і якого немає в світі).
В 2015 році зіграв роль донського казаку Григорія Мелехова в телесеріалі Сергія Урсуляка «Тихий Дон» по однойменному роману письменника М. О. Шолохова. Для зйомок йому прийшлося брати уроки верхової їзди, потім він навчився для серіалу триматися на сідлі, рубитися шашкою, стріляти з рушниці і іншим ділам, коні вели себе в серіалі як справжні артисти і розуміли все з півслова
21 грудня 2016 року заснував свій кінно-драматичний театр «Велесо» і став його художнім керівником, театр знаходиться в російському присілці Лепсари Ленінградської області, в театрі беруть участь коні і люди в спектаклях, які він ставив і режисером яких був він. Євген — охоронець і хазяїн коней.

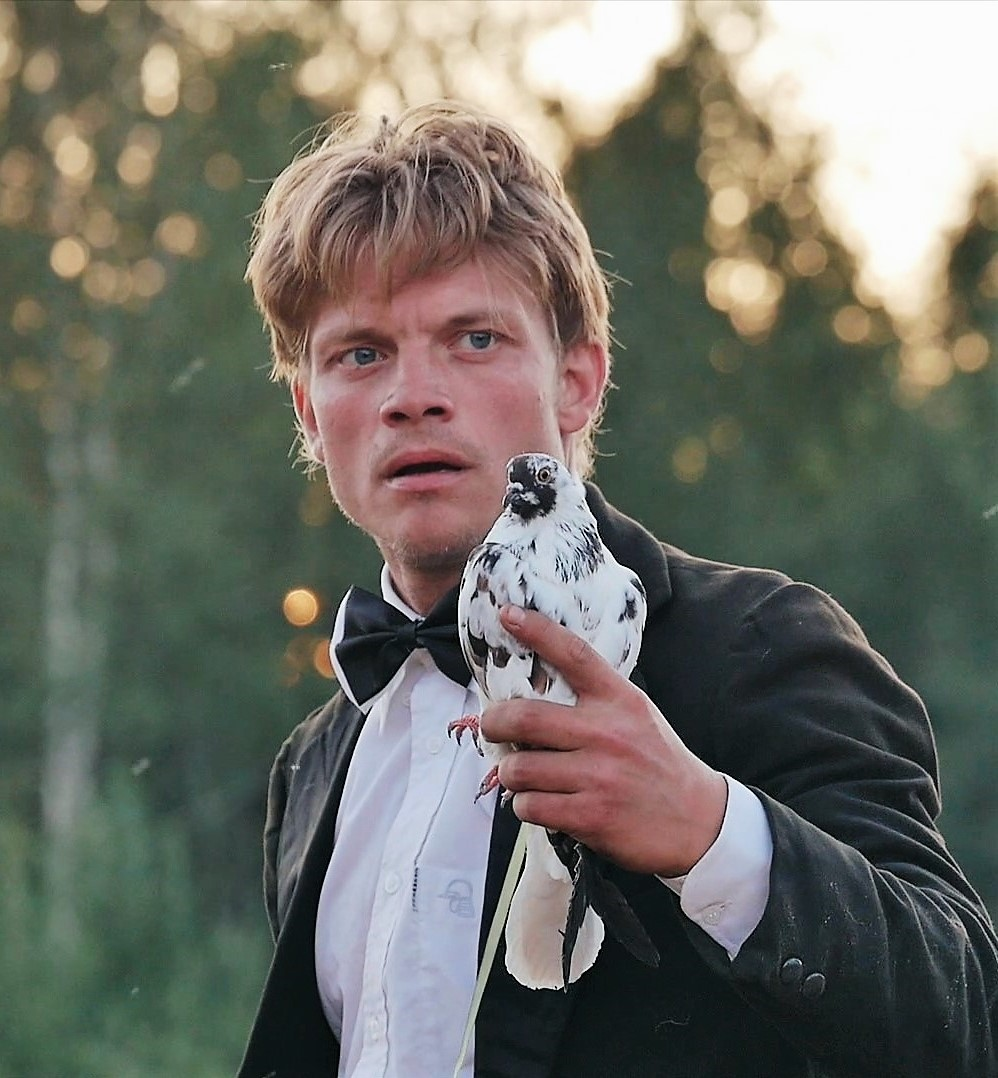
Євген з голубом в лівої руці в спектаклі «Священний польот квітів» в театрі «Велесо» (фото липня 2018 року)

У березні 2016 року взяв участь у шоу «Танці з зірками (Росія)», де він виступав як постійний учасник шоу, крім нього там виступали інші актори і акторки, такі як: Олександр Петров, який теж постійний учасник шоу, Ткачук виступав у парі з чемпіонкою світу по спортивним бальним танцям Інною Свечниковою, учасницею шоу.
У 2016 році взяв участь у програмі «Біла студія» з Дар'єю Златопольскою як гість на каналах Росія 1 і Культура.
2017 року зіграв роль Віктора Чеснокова по кличкі «Часник» (Вітька Часник) в фільмі Олександра Ханта «Як Вітька Часник віз Льоху Штиря в будинок інвалідів», який потім в 2017 і 2018 зібрав нагороди на фестивалях.
У 2018 році зіграв роль самозванця і царя всея Русі Лжедмитра I (Григорія Отреп'єва) в телесеріалі Олексія Андріанова і Тимура Алпатова «Годунов» про царя Бориса Годунова.
2018 року став гостем шоу талантів «Синя птиця» на телеканалі «Росія 1» до 2019 року.
У 2018 році зіграв роль молодого Віктора Самуїловича «Його Величество» в фільмі Сергія Ливнєва «Ван Гоги».
2018 року зіграв роль Гени в фільмі Олександра Велединського «В Кейптаунському порту».
У 2020 році зіграв роль радянського вченого і фізика-ядерщика атому Михайла Левовича Рубіна в серіалі Ігоря Копилова «Бомба» про радянських вчених і атомну бомбу 1940-х років під час війни.
2020 року зіграв роль капітана НКВД і командира «летючого відряду» Булигіна в серіалі Валерія Федоровича, Євгена Нікішова, Павла Костомарова і Степана Гордєєва «Перевал Дятлова», який засновано на реальних подіях про перевал Дятлова, учасники якого загибли невідомою причиною.
У 2020 році взяв участь у програмі «Судьба людини» з Борисом Корчевниковим (ефір від 01.09.2020)
2021 року зіграв роль в'язня Соловецького табору особливого призначення (СТОП (укр.) і СЛОН (рос.)) Артема Горяїнова, 27 років, обговореного по статті 138 УК РСФСР (СРСР) в серіалі Олександра Велединського «Обитель», зйомки якого почалися раніше до цього в 2018, 2019 і 2020.
У 2021 році почалися зйомки фільму «Бешенство» і він почав там грати одну роль, прем'єра фільму поки невідома.
2021 року став гостем програм «Коли всі вдома» з Тимуром Кізяковим і «Кіно в деталях» з Федором Бондарчуком
У 2021 році почалися зйомки фільму Сергія Бодрова-старшого «Дихайте свободно!» з участю Євгена в ролі Іллі, а в прокат фільм вийде в 2022 році.

## Сім'я
- Батько — Валерій Олександрович Ткачук (помер)
- Мати — Єлена Ткачук
- Дружина — Єлена Лабутіна (Махова) (колишня) і Марта Ігорівна Ткачук (Сорокіна) (директор «Велесо», працює разом з ним і індивідуальний підприємець)
- Донька — Катерина Євгенівна Ткачук (нар. 2009) і Єва Євгенівна Ткачук (нар. березень 2015)

## Фільмографія
Ролі в кіно
- 2004 — Московська сага[ru] — член «Гітлерюгенда» (епізод)
- 2006 — Буревісник (м/ф) — шкільник по кличкі «Товстий» (озвучка)
- 2007 — Олександра — солдат Андрій Котунов
- 2008 — Застава Жиліна — епізод
- 2008 — Привіт, кіндер! — Димка Павлов
- 2008 — Білий холст — Коля
- 2009 — Загородзагін. Соло на минному полі — молодший сержант, розвідник і боєць загородзагіну НКВД Павло Потьомкин
- 2009 — Я[ru] — Париж
- 2010 — Край — вугільник поїзду «Густав» Борька
- 2010 — Чужа[ru] — бандит Женька «Шустрий»
- 2010 — Заберіть своїх мертвеців — Сергій «Серий»
- 2010 — Голоса — хлопець-блондин
- 2011 — Життя і пригоди Мішки Япончика — одеський бандит-нальотчик і «одеський Робін Гуд» Мішка Япончик
- 2011 — Сміх в темряві — другий чоловік
- 2012 — Донька[ru] — помічник прокурора Титов
- 2012—2016 — Вісімдесяті — фарцовник
- 2013 — Кур'єр з Раю — кур'єр з туристичної фірми «Просто рай» Артем
- 2013 — Зимова подорож — гопник, провінціал і любовник студенту консерваторії Еріка Льоха
- 2013 — Гагарін. Перший в космосі — старший лейтенант
- 2013 — Розносник — Сергій
- 2014 — Небо падших — Сергій «Таратута»
- 2014 — Біси (телеверсія)[ru] — син камердинера Варвари Петрівної Ставрогіної Іван Павлович Шатов
- 2014 — Біси (сучасна версія) — Петро Верховенський
- 2014 — Стартап[ru] — програміст, підприємець, новатор і засновник сайту «Holmes» (Холмс) Борис Ларіонов
- 2015 — Тихий Дон[ru] — донський казак Григорій Мелехов
- 2015 — Метаморфозіс — Влад
- 2017 — Мішок без дна[ru] — сторож
- 2017 — Беглеці — Стьопа
- 2017 — Перші[ru] — полярний мореплавець Семен Іванович Челюскін
- 2017 — Як Вітька Часник віз Льоху Штиря в будинок інвалідів[ru] — Віктор Чесноков «Вітька Часник», син Льохи Штиря
- 2017 — Непокорна — Сергій Корецький «Челентано»
- 2017 — Ходження по мукам[ru] — Сергій Сапожков
- 2017 — Те, що ніхто не бачить[lv] — Ніколя
- 2017 — Анатомія ізмени — Йєн
- 2018 — Ван Гоги[ru] — Віктор Самуїлович «Його Величество» в молодості
- 2018 — Годунов — самозванець і цар всея Русі Лжедмитро I (Григорій Отреп'єв)
- 2018 — Чорновик[ru] — Костянтин «Котя»
- 2018 — Два квитка додому[ru] — Артем
- 2018 — В Кейптаунському порту[ru] — Гена
- 2019 — Француз — фотограф Валерій Успенський
- 2019 — Дев'ята — Павлуша «Покійник»
- 2020 — Одеський пароплав — хлопець з мікрофоном, рекламуючий мероприяття на вулиці
- 2020 — Бомба — радянський вчений і фізик-ядерник атому 1940-х років Михайло Левович Рубін
- 2020 — Перевал Дятлова — капітан НКВД і командир «летючого загону» Булигін
- 2021 — Обитель[ru] — заключний Соловецького табору особливого призначення (СТОП) Артем Горяїнов, 27 років, обговорений по статті 138 УК РСФСР (СРСР)
- 2021 — Бешенство — знімається
- 2022 — Дихайте свободно! — Ілля (знімається)

Режисер
- 2010 — Молитва (разом з Данилом Воробьйовим)
- 2014 — Стартап (разом з Романом Карімовим (в титрах вказано як: Ігор Сколков)

Сценарист
- 2010 — Молитва (разом з Данилом Воробьйовим)
- 2014 — Біси (разом з Романом Шаляпиним)

Продюсер
- 2014 — Біси (разом з Романом Шаляпиним)

## Телебачення
- 2007 — Хто там? з Вадимом Верником — учасник інтерв'ю
- 2016 — Танці з зірками (Росія)[ru] — постійний учасник в парі з Інною Свечниковою
- 2016 — Біла студія з Дар'єю Златопольською[ru] — гість
- 2017 — Добрий ранок[ru] — гість
- 2018—2019 — Синя птиця — гість
- 2020 — Судьба людини з Борисом Корчевниковим — гість
- 2021 — Коли всі вдома з Тимуром Кизяковим[ru] — гість (з Мартою Ткачук і донькою Євою)
- 2021 — Кіно в деталях з Федором Бондарчуком[ru] — гість

## Ролі в спектаклях

### Сизранський драматичний театр іменіО.М.Толстого
1995—2001 — Дощ на зарі — Іван
1995—2001 — Трибунал — Володя
1995—2001 — І наступили сутінки — Тимон
1995—2001 — Романтики — Персине

### Державний театр націй (Москва)
2006 — Федра. Золотий колос (по текстам Сергія Коробкова, Сенеки, Ж. Расина) (режисер Андрій Жолдак) — Іпполіт/Хлопчик
2007 — Снігури (по п'єсє Ніни Садур «Смертники» на основі роману Віктора Астаф'єва «Прокляті і вбиті») (режисери Тимофій Сополєв і Михайло Чумаченко) — Льошка Шостаков
2007 — Шведський сірник (по однойменному розказу А. П. Чехова) (режисер Микита Гриншпун) — Чубиков
2011 — Калігула (по однойменної п'єсі Альбера Камю) (режисер Еймунтаса Някрошюса) — Сціпіон
2013 — Скляний зверинець (по однойменному роману Теннессі Вільямса) (режисер Туфан Імамутдинов) — Том Вінгфілд
2013 — Форс—мажорний концерт для драматичних артистів і оркестру (музичний спектакль) — актор
2015 — Ідіот (по однойменному роману Ф. М. Достоєвського) (режисер Максим Діденко) — Парфен Рогожин

### Мастерська Олега Кудряшова(Москва)
2006 — Троянки (по однойменної трагедії Евріпіда) — Менелай/Талфібій
2006 — Вій (спектакль—фантазія) (по однойменної повісті М. В. Гоголя) — актор

### Московський театр юного глядача (МТЮГ) (рос.МТЮЗ)
2007 — Пітер Пен (по однойменним розказам Дж. М. Баррі) (режисер Роберт Олінгер) — другий близнюк/няня Нена
2008 — Ніс (по однойменної повісті Н. В. Гоголя) (режисер Андрій Недількін) — Іван/Квартальний/Ніс/Чиновник 1

### Московський єврейський театр «Шалом»
Провінціальні анекдоти — Вампілов

### Театр «Практика» (Москва)
Ця дитина

### Театр «Велесо»

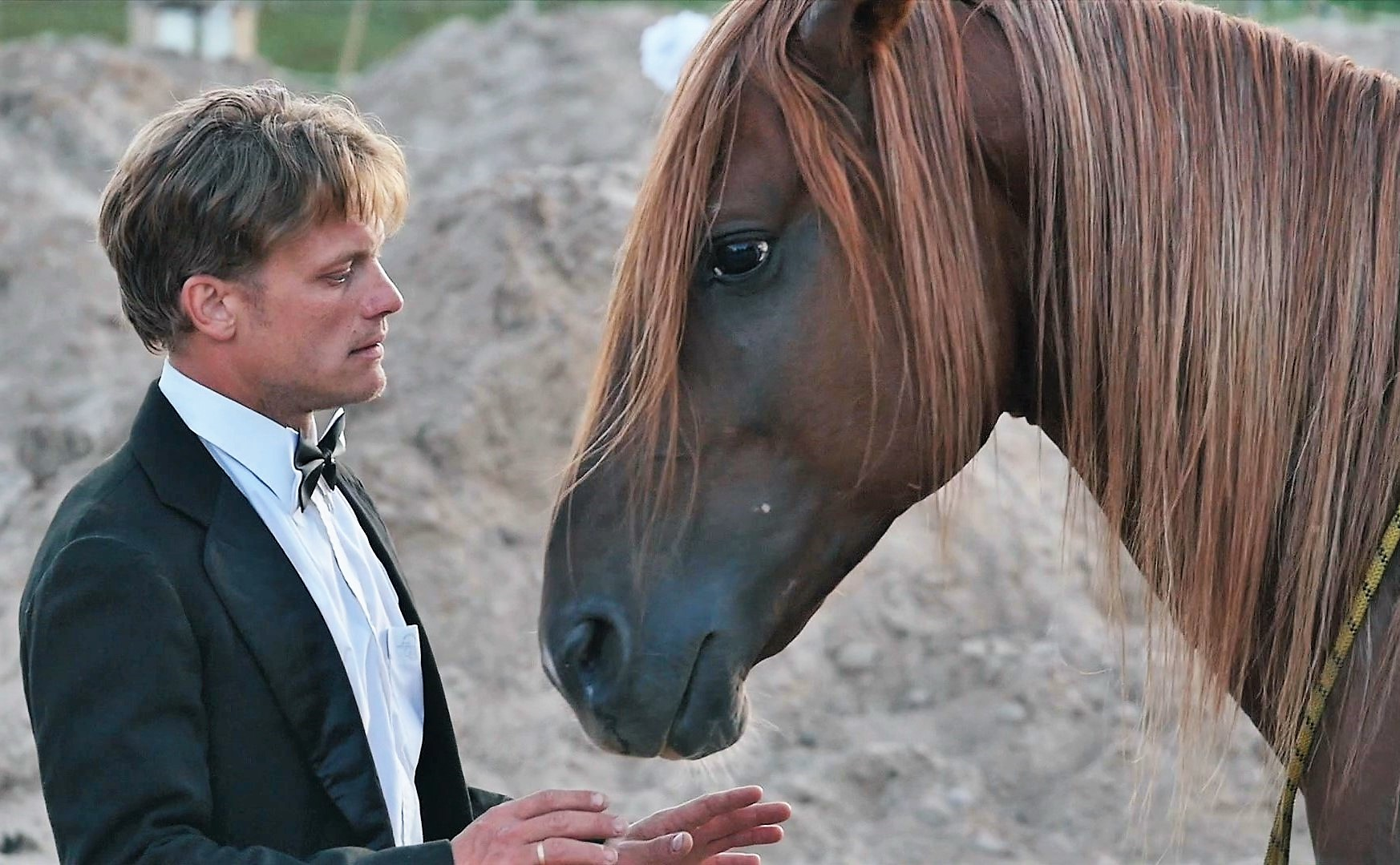
Євген з конем в спектаклі «Священний польоту квітів» (фото липня 2018 року)

Місце: присілок Лепсари, Всеволожський район, Ленінградська область, Росія

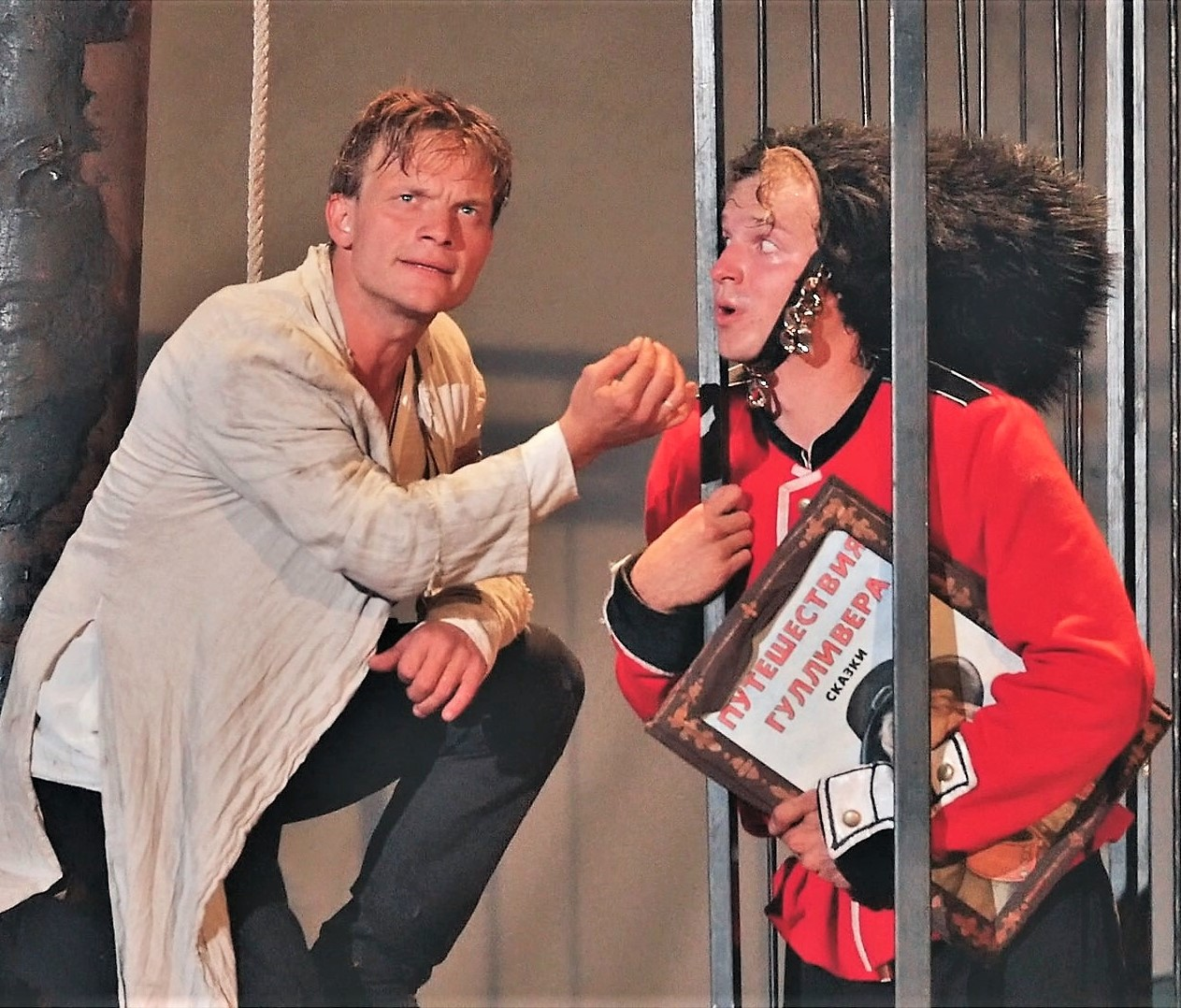
Євген в спектаклі «Обережно, Гуллівер!» (фото серпня 2018 року)

2017 — Обережно, Гуллівер! (Danger, Gulliver!) (вільна інтерпретація роману Джонатана Свіфта) (режисер Євген Ткачук) — Гуллівер
2018 — Священний польот квітів (по мотивам поеми О. І. Введенського «Кругом можливо Бог») (режисер Євген Ткачук) — Фомін

## Нагороди і премії
2006 — Премія газети «Московський комсомолець» за роль в спектаклі «Федра. Золотий колос»
2007 — Премія імені Народного артиста СРСР М. І. Царьова Союзу театральних діяльників РФ (успішне посягнення професії «актор»)
2013 — Спеціальний приз жюрі «За кращу акторську роботу» на XXI кінофестивалю «Вікно в Європу» в Виборзі за кращу роль в фільмі «Зимовий шлях»
2014 — Лауреат кінофестивалю «Білий слон» гільдії кіноведів і кінокритиків Росії в Москві в номінації «Краща чоловіча роль другого плану» за 2013 за кращу роль в фільмі «Зимовий шлях»
2014 — Номінація на національному кінематографічну премію «Ніка» в категорії «Краща чоловіча роль» за 2013 за роль в фільмі «Зимовий шлях»
2014 — Приз імені Леоніда Оболенського за «преодоління екранного кордону, реального і ірреального, за дерзість мистецького визказування» кінообразувального центру імені Леоніда Оболенського на II всеросійському фестивалі авторського кіно «Повний артхаус» в Челябінські за 2013 за роль в фільмі «Зимовий шлях»
2017 — Номінація на премію «Золотий орел» в категорії «Краща чоловіча роль на телебаченні» за 2016 за роль Григорія Мелехова в телесеріалі Сергія Урсуляка «Тихий дон»
2017 — Спеціальний приз жюрі «За кращу чоловічу роль» на XXV фестивалі «Вікно в Європу» за роль в фільмі Олександра Ханта «Як Вітька Часник віз Льоху Штиря в будинок інвалідів»
2017 — Спеціальний приз жюрі «За акторський ансамбль» (з Олексієм Серебряковим) на VI московському кінофестивалі «Будемо жити!» за роль в фільмі «Як Вітька Часник віз Льоху Штиря в будинок інвалідів»
2017 — Приз «За кращу чоловічу роль» на XXV фестивалі російського кіно в Онфлері (Франція) за роль в фільмі «Як Вітька Часник віз Льоху Штиря в будинок інвалідів»
2018 — Номінація на національному кінематографічну премію «Ніка» в категорії «Краща чоловіча роль» за 2017 за роль в фільмі «Як Вітька Часник віз Льоху Штиря в будинок інвалідів»
2018 — Премія міжнародного кінофестивалю «Золотий єдиноріг» (англ. The golden unicorn awards) на «Неділі російського кіно» в Лондоні в категорії «Кращий актор» за 2017 за роль в фільмі «Як Вітька Часник віз Льоху Штиря в будинок інвалідів»
2020 — Спеціальний приз жюрі Санкт-Петербурзької театральної премії для молодих «Прорив» (за пошуки і області в синтетичному театрі) за постановку спектаклю «Священний польот квітів» в кінно-драматичному театрі «Велесо»

## Кінно-драматичний театр «Велесо»
21 грудня 2016 року в присілці Лепсари Всеволожського району Ленінградської області Євген заснував свій перший в Росії кінно-драматичний театр «Велесо», в якому виступають коні і люди в спектаклях і інших організаціях, Євген є охоронцем і хазяїном коней і працює художнім керівником театру разом зі своєю дружиною Мартою Ткачук (Сорокіною), яка працює теж керівником і індивідуальним підприємцем і з якої він одружився з 2014 року, а березні 2015 народилася їх донька Єва (друга донька від їх шлюбу, а перша Катерина від першого шлюбу з колишньою дружиною Єленою Лабутіною (Маховою))
В 2020 році театр виграв спеціальний приз Санкт-Петербузької премії для молодих «Прорив» (за пошуки і області в синтетичному театрі) за організації і інші діла театру